# オウスリー郡 (ケンタッキー州)
オウスリー郡（アウスリー郡、英: Owsley County）は、アメリカ合衆国ケンタッキー州の東山岳部炭田地域に位置する郡である。2010年国勢調査での人口は4,755人であり、2000年の4,858人から2.1%減少した。この国勢調査ではアメリカ合衆国で最も貧しい郡である。郡庁所在地は唯一の都市であるブーンビル市（人口81人）である。郡内のどこにおいてもアルコール飲料の販売が禁止されている「ドライ郡」（禁酒郡）である。オウスリー郡は1843年1月23日に、クレイ郡、エスティル郡、ブレシット郡のそれぞれ一部を合わせて設立された。郡名はケンタッキー州控訴裁判所判事とケンタッキー州知事（在任1844年-1848年）を務めたウィリアム・オウスリー（1782年-1862年）に因んで名付けられた。

## 歴史

### 郡設立の初期
オウスリー郡は1843年に、クレイ郡、エスティル郡、ブレシット郡のそれぞれ一部を合わせて設立された。郡名はケンタッキー州知事ウィリアム・オウスリーに因んで名付けられた。ケンタッキー州では96番目の郡となった。1858年にはジャクソン郡、1870年にはリー郡を設立するために、郡域の一部が削られた。
オウスリー郡初期の開拓者はジョン・レンティ・ベイカーとジョン・アブナーだった。彼らは1780年に現在のクレイ郡との郡境にあるコートランド近くに入植した。入植した正確な年は不明だが、アッパーバッファロー・クリーク沿いの墓地で見つかった墓石には、「ミリー、ジョン・アブナーの妻、1846年3月死去」と読める。
ジョン・レンティ・ベイカーとその息子たちは全て銃の鍛冶屋であり、ライフルの銃身を切断する手回し機械を発明し、開発した。ジョン・レンティの父ロバート・ベイカーは、ある説に拠ると「ケンタッキー・ライフル」と呼ばれたライフルを開発していた（ライフルの起源は不明である）。
ジョン・レンティ・ベイカーは「ロングハンター」の一人として知られ、テネシーやケンタッキーの森で罠を仕掛け、猟を行い1回の旅で1年以上を過ごしていた。『古い南西部の征服』には、1766年にジョン・ベイカーがダニエル・ブーンの義兄弟ジョン・スチュワートと狩りを行ったと述べている。ベイカーは現在のケンタッキー州のグリーン川沿いでチェロキー族の中に生活し、カンバーランド川を下ってスペイン領ナチェズ（ミシシッピ州ナチェズ）に行き、毛皮を売った。
ベイカーはその妻が死んだ後、隠遁者になり、バッファロー・クリーク河口近くの岩屋で生活し、1820年に死んだ。少なくとも21人の子供ができたことが記録されている。
ベイカー家には多くの興味ある話が残されている。アメリカ史でも最長かつ血の気の多い確執の続いた家族の1つであり、1843年にトマス・ベイカー医師（ジュリアス・ボブの孫）がジョン・ベイルズを撃ち殺したことに始まった。ベイカー医師とジョン・ベイルズはどちらもジョン・ホワイトの娘たちと結婚し、若い両夫婦はこの山がちの国で異常なくらい親密になった。ベイカー医師は自分の妻とベイルズに異常な焼きもちを焼くようになった。最後は怒りに駆られて妻を追い出し、離婚訴訟を始めたが、突然それを取り下げた。ベイカーはベイルズが働いていたマンチェスターの塩工場に行き、ベイルズを戸口に呼び出し、古い型の「ペパーボックス」拳銃で撃った。ベイルズは死んだが、死ぬ前にベイカーを呪い、その資産から1万ドルをベイカーの捕獲と告発に使うことを認めた。この遺恨は59年間続き、100人以上の命が失われた。
ブーンビル市の最初の開拓者はジェイムズ・ムーア・シニアだった。その家があった場所はブーンビルの直ぐ外、ブーンピル・ホームズ・アパートの前にある。シニアの息子ジェイムズ・ムーア・ジュニアが両親の家とは川向かいに2室の小屋を建てた。この家が今も残っているが、長い間に改修され、チャールズ・ロング知事とその妻が所有している。
ムーアの土地はブーンビルの全て、サウスフォーク川を越えた東およびレローズの方まで含んでいた。この町はムーアズステーションと呼ばれ、後にダニエル・ブーンに因んでブーンビルと名付けられた。ジェイムズ・ムーア・ジュニアが初代郵便局長になった。イライアス・ムーアが1843年に新しい郡庁所在地に土地を寄付し、町は1846年に法人化された。オウスリー・コートハウス郵便局は1844年に開局し、1846年にブーンビル郵便局に改名した。オウスリー郡は1858年にはジャクソン郡に、1860年にはウルフ郡に領域の一部を渡した。リー郡が設立された1870年、オウスリー郡は再度領域が減らされた。
初期の恒久的開拓者はムーア家、ボーワン家、ベイカー家、ガバード家、レイノルズ家だった。
土地特許の大半はバージニア州から与えられた。その特許には従軍に対するもの、入植や優先買取権に認められたもの、あるいは財務官からの令状によるものの3種があった。当初の土地特許をいまだに持っている家族がいる。
1929年1月、さらには1967年1月5日に郡庁舎が火事で焼けた。1929年の火事では郡の記録が全て失われた。

### 南北戦争
オウスリー郡が設立されのは南北戦争が始まる19年前だったにも拘わらず、北軍に入隊した白人の比率では国内最高だった。戦中に、1860年の選挙で投票した有権者の13.64%が従軍を志願した。カンザス州のみが人口対志願兵の比率で上回った。
北軍と南軍に従軍した兵士の大きさでは、ケンタッキー州とテネシー州の兵士が国内かつ世界の最大かつ最長身だった。その大きさはヨーロッパの軍隊で厳選連隊の標準に採用され、公に誇ることができた。
反乱側に組した少数の者を除き、オウスリー郡から従軍した者は北軍側であり、市民の大半も同様だった。
国勢調査では奴隷の数が1850年の136人から1860年の112人に減っていた。この減少は、郡で最大の奴隷所有者で最も裕福だったルーサー・ブラウナーが戦争が始まる前にテキサス州に去ったからだった可能性がある。
郡住人の大半は北軍の同調者だったが、黒人の生命にはあまり注意を払わなかった。後にブランデンバーグ判事になった郡民が「これから出て行ってニガーを撃ち殺させてくれ」と言い、実際にそうしたという話が残っている。
19世紀半ばに郡のビル・アブナーが保安官だったとき、黒人の首に縄を巻き、白人女性でハンドリー医師の妻を襲った容疑で絞首刑にした。ある白人がその犯罪を犯したという噂が出回っていた。しかし、処刑された黒人の仕業にされた。この男はブーンビルの北、ビーティビル・ブーンビル道路沿いのグラス・シールの住居背後にある岬に埋葬されたとされている。
オウスリー郡選出州下院議員のA・B・ギルバートが、ケンタッキー州は合衆国に残るか否かを決する議会で決選票を投じた。民主党員のその友人は南部に加担するものと予測したが、その票は自由州に加担するものであり、南部支持側には打撃になった。戦中は南部同調者が繰り返しギルバートを変心させようとしたが、ビル・エバーソールの言葉を借りれば、「彼は常に彼らを無視した」とされている。
やはり民主党員で奴隷制度擁護派だったカウッド家は、南軍に殺された男の仕返しに北軍同調者によって家族を殺された。
男たちが徴兵された。ある場合には反乱側の兵士達がジョン・ギルバートとその弟のジムに気づかれ、森の中に逃げ込んだ。ジムは最後に諦め塀の隅に倒れた。
反乱兵はジムがびっこを引いているのを見ると、ジムのような男は役に立たないと言った。ジョンは彼らに発砲することでその集団を追い散らし、ロビン・ラニーという名の兵士一人を殺した。翌日ジョン・ギルバートはある男に10ドルを払って、殺した男を埋葬させた。
2つの家族が分裂した。リチャード・レイノルズ・ジュニアの息子エリフ・レイノルズと、第13ケンタッキー騎馬歩兵連隊A中隊のハイラム・ホッグ中尉は南軍に加わり、その一族と戦った。
レイノルズはその連隊が参戦したすべての戦闘で戦った。ある場合には捕獲を免れるためにその仲間を変えた。ケネソーマウンテンの戦いに加わり、ジョーンズボロの戦いでは、自身負傷していたにも拘わらず、負傷した同僚を安全な所まで連れ出したことが記録されてもいる。
オーファン旅団に入隊した郡出身者には、ケンタッキー第10騎馬歩兵連隊K中隊のコーネリアス・フロスト軍曹、1963年3月20日に志願した第5歩兵連隊N中隊のウィリアム・ペニントン、ジョセフ・O・ウィリアムズとウィリアム・ザイオンがいた。ザイオンはダラスの小戦闘で戦死した。他に郡から従軍した1人の兵士は殺され、2人は南部に残った。レイノルズとホッグ中尉はその故郷に戻ってきたことがわかる2人となった。
北軍兵も郡内を通過して行った。北軍の撤退は郡庁舎の外にある歴史標識に記されているように、ジョージ・W・モーガン将軍の部隊がグリーナップ郡のオハイオ川に進む途中でブーンビルを通過した。この部隊は物資が欠乏したためにカンバーランド・ギャップから撤退する途中だった。南軍モーガンの襲撃隊から嫌がらせを受けていたが、目的地まで16日で到着した。
ブーンビルでは何度か南軍の小規模の襲撃や侵略が起きた。無法者集団（多くは北軍と言ったり南軍と言ったりした）が馬での郡内に乗り入れてきており、郡の男たちはその仕返しにブレシット郡やウルフ郡に同様な襲撃を行った。

### 禁酒
アメリカ合衆国の町の97%はアルコール飲料の販売を合法としているが、オウスリー郡は認めていない。郡庁所在地のブーンビルも同様である。これまで何度か住民投票で禁酒法撤廃を問うてきたが、その度に否決された。アルコールの消費は合法である。
安く合法的に売られているアルコールを得るためには車の運転が必要なので、「ウェット」の郡よりも飲酒運転が一般的になっている。ケンタッキー州の調査では、「ドライ郡」の住人はアルコールを消費するために家から遠くまで運転する必要があり、車の修理跡が増えているとのことである 。
ケンタッキー州道11号線沿いにゴルフ場が建設されて以来、州法の一部が次のように解釈されている。改正ケンタッキー州法に拠れば、ドライ郡あるいはウェット郡のドライ領域を問わず、アメリカ合衆国ゴルフ協会が規制するゴルフ場があるドライ領域に住む住人は、住民投票でアルコール飲料の販売を認めてもよいとしている。ケンタッキー州アルコール飲料統制局の2011年10月の公式発表では、15の郡で24のゴルフ場が地方レベルでアルコール飲料の販売を認められている。また2つのゴルフ場が認可待機中である。
オウスリー郡はかなりのワイン生産に必要な要素を持っている。ケンタッキー川の南支流沿いに肥沃な沖積平野があり、気候も良くこれを可能にしている。農業生産の可能性はあるが、実際には行われていない。ワイン醸造は、ビールやワインがその敷地にあるレストランで販売できるというケンタッキー州法に掛かるからである。

## 地理
アメリカ合衆国国勢調査局に拠れば、郡域全面積は198.09平方マイル (513.1 km2)であり、すべて陸地である。ケンタッキー川の南支流が郡内を流れている。郡内に降る雨の大半はこの川に集められている。郡北西部はケンタッキー川の流域に入る。南支流など幾つかの水流に沿った氾濫原は開発や農業に必要な平坦な土地を提供している。

### 特徴的な地形
オウスリー郡はアパラチア高原、より正確にはカンバーランド高原に属する東山岳部炭田地域に位置している。高山の標高は1730フィート (527 m) プラスマイナス10フィート (3 m) である。南のクレイ郡との郡境にある。最低地点の標高は650フィート (198 m) であり、南支流が北のリー郡との郡境を横切るところである。

### 隣接する郡
- リー郡 - 北
- ブレシット郡 - 東
- ペリー郡 - 南東
- クレイ郡 - 南
- ジャクソン郡 - 西

### 国立保護地域
- ダニエル・ブーン国立の森、レッド川峡谷と同じく、ロッククライミングやハイキングに訪れる人が多い国有林

## 人口動態
以下は2000年国勢調査による人口統計データである。
| 基礎データ - 人口: 4,858人 - 世帯数: 1,894 世帯 - 家族数: 1,388 家族 - 人口密度: 9人/km2（24人/mi2） - 住居数: 2,247軒 - 住居密度: 4軒/km2（11軒/mi2） 人種別人口構成 - 白人: 99.22% - アフリカン・アメリカン: 0.10% - ネイティブ・アメリカン: 0.06% - アジア人: 0.04% - 太平洋諸島系: 0.02% - その他の人種: 0.02% - 混血: 0.54% - ヒスパニック・ラテン系: 0.72% 年齢別人口構成 - 18歳未満: 24.6% - 18-24歳: 8.9% - 25-44歳: 27.0% - 45-64歳: 24.5% - 65歳以上: 15.0% - 年齢の中央値: 38歳 - 性比（女性100人あたり男性の人口） - 総人口: 101.8 - 18歳以上: 96.7 | 世帯と家族（対世帯数） - 18歳未満の子供がいる: 32.6% - 結婚・同居している夫婦: 54.8% - 未婚・離婚・死別女性が世帯主: 12.7% - 非家族世帯: 26.7% - 単身世帯: 24.5% - 65歳以上の老人1人暮らし: 10.7% - 平均構成人数 - 世帯: 2.51人 - 家族: 2.98人 収入と家計 - 収入の中央値 - 世帯: 15,805米ドル（国内で下位から3番目、非ヒスパニック系白人が多数を占める郡では最下位） - 家族: 18,034米ドル - 性別 - 男性: 25,100米ドル - 女性: 18,203米ドル - 人口1人あたり収入: 10,742米ドル - 貧困線以下 - 対人口: 45.4% - 対家族数: 41.7% - 18歳未満: 56.3% - 65歳以上: 34.5% |

2009年、政府は個人収入の53.07%を賄った。

## 経済

### 天然資源
過去には薄い層の深い炭鉱が地元住民の職と収入源だったが、現在は無くなっている。いくらか露天掘りの炭鉱が残っている。ブーンビルの北5キロメートル、ケンタッキー州道11号線から見える所にある。
郡北部にはガス井と油井が多い。操業されているものは少ない。
木材は郡経済にとって重要である。レローズの町のケンタッキー州道30号線沿いに製材所がある。木材が加工用に積み上げられた貯木場がいくつかある。

### 農業
農業ではタバコの生産が盛んだったが、2000年代初期に政府が買収してタバコ農家の数が減った。自給自足農業が地域文化となっている。大規模な商業農業はほとんど無い。地元住民による有機農業が商業農業の形態をとりうるが、続いてはいない。過去にマリファナが貧しい農家の収入源になったことがあり、現在もかなりの商品作物になっている。近年タバコからの収入が減ったので、マリファナは魅力あるものになりつつある。マリファナの合法化により、地元、州、さらにおそらく連邦政府の税収が上がるが、アルコール飲料の販売が禁じられてきた郡内ではそれほどありそうなことではない。

### 密造酒
禁酒法によって作られた闇市場があり、合法的にアルコール飲料を販売できる地域に遠いことで、法に敬意を払わない者には機会を提供してきた。アルコール飲料を作り高値で販売する密造者は、郡がドライを続けることで加速された市場で利益を出すために、リスクを進んで取り込んできた。宗教心のあつい人々による保守的な運動が、密造者に終わりのない非課税事業の機会を提供してきた。この現象はオウスリー郡に限ったことではない。ウェット郡から遠い州内の地域やアルコールの取得が不便な地域では普通にあることである。

## 観光

### エイブラハム・リンカーンの浮彫
エイブラハム・リンカーンの浮彫は、地元では「エイブ・リンカーン岩」あるいは「エイブラハム・リンカーン岩」と呼ばれ、コンクリングの町の州道846号線近くにある。この浮彫はスミソニアン博物館の民俗芸術リストに挙げられている。
この彫刻は1930年代に旅のパックペドラー、グランビル・ジョンソンが制作した。地元の伝説では、ジョンソンは病気になって郡内に入ってきており、援助を必要としていた。ジョン・ウィリアムズの家族がブーンビルの南にあったその農場で彼の世話をした。ジョンソンは快復し始めると、毎日ハンマーとチーゼルを持ってウィリアムズ家の背後にある丘に登った。旅を続けられるほど回復すると、この家族への感謝の印として制作したその彫刻のことを明かした。
2008年、オウスリー郡郡政委員会がこの彫刻と周辺の土地をクライド・コームズとダイアナ・コームズから購入した。その場所を示す標識は無い。そこを訪れたいと考える観光客もほとんど見つけられない。地元住民ならば道を教えてくれる可能性がある。

## 都市と町
- ブーンビル - 郡庁所在地
- アーネット
- ビッグスプリングス
- ブレイク
- ブリューワーニーバーフッド
- チェスナットギャップ
- コンクリング
- カウチフォーク
- カウチタウン
- カウクリーク
- エルクリック
- エンディ
- エバーソール
- フィッシュクリーク
- ホール
- ホッグ
- インディアンクリーク
- アイランドシティ
- レローズ
- リーバイ
- ラッキーフォーク
- メイジャー
- ミスルトー
- ムーアズ
- ニードモア
- ペブワース
- プレザント
- ライスタウン
- ロックスプリング
- ロックハウス
- スコビル
- セバスチャン
- シェパード
- サウスフォーク
- ステイシー
- ステイ
- スタージョン
- シュガーキャンプ
- タフト
- トラベラーズレスト
- ビンセント
- フープフラリア

## 教育
シュガーキャンプ・バプテスト教会が州道30号線西近くに初等教育施設を運営している。

## 著名な出身者

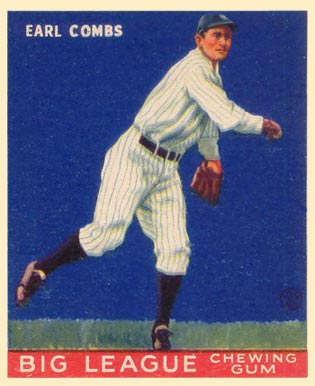
アール・コームス

### アール・コームス
野球選手のアール・ブライアン・コームスは、1899年5月13日にペブワースで生まれた。1924年から1935年までニューヨーク・ヤンキースに所属し、1970年に野球の殿堂入りした。1920年代から1930年代の伝説のチームにとって理想的なリードオフマンだった。ベーブ・ルースやルー・ゲーリッグと共にプレイした。1シーズンに200安打近くを放ち、70の四死球を選んだ。生涯打率は .325 だった。その生誕地であるペブワースの州道11号線近くには銘板が立てられている。
コームスは18歳の1917年に学業のために郡を離れた。その後はほとんど戻ることは無かった。1954年にはケンタッキー州リッチモンドに移った。

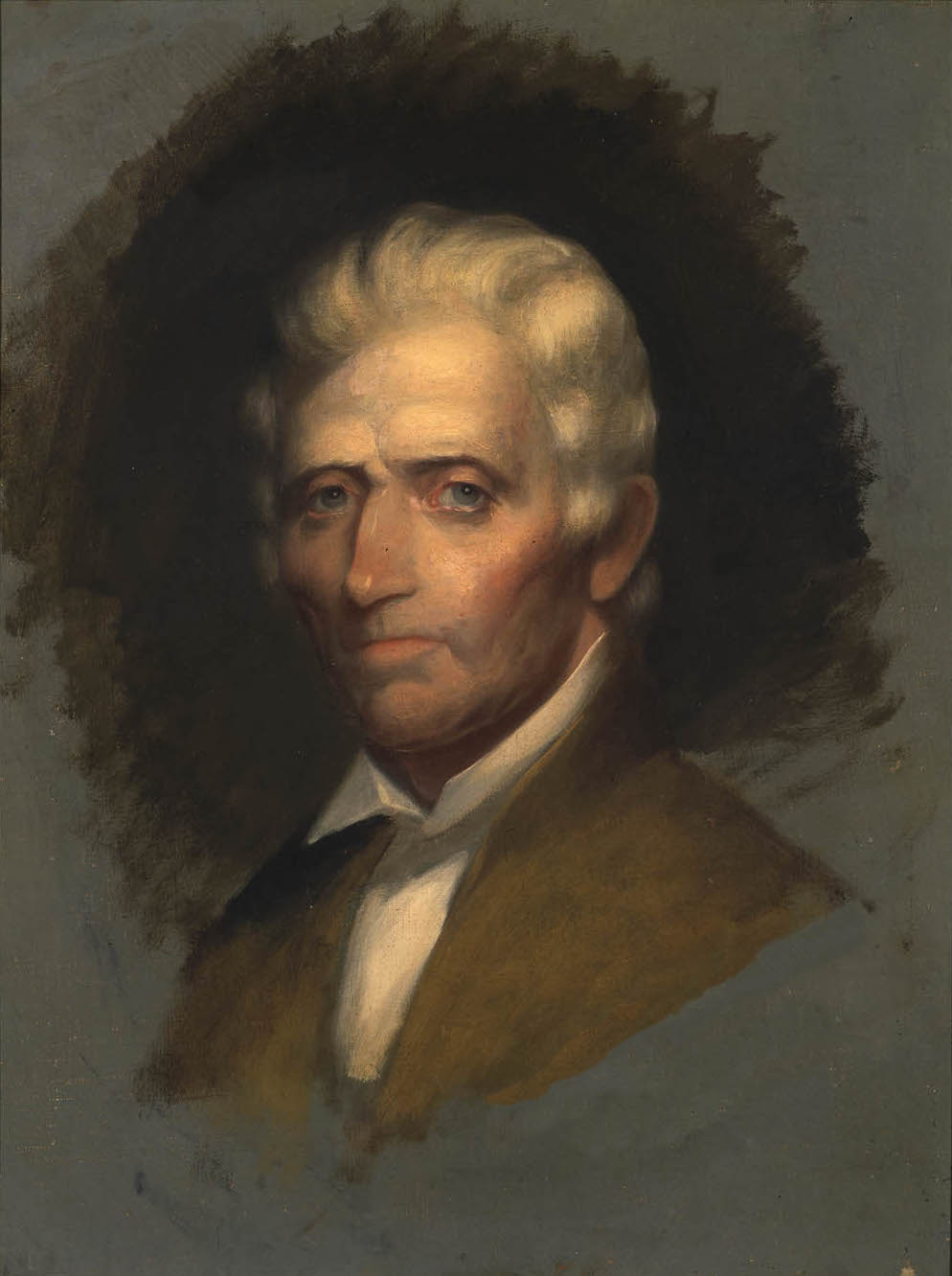
ダニエル・ブーン

### ダニエル・ブーン
ジョイス・ウィルソンの著作『オウスリー郡のロマンティックな歴史』に拠れば、ダニエル・ブーンは1769年から1771年の2年間の狩猟の旅でオウスリー郡に来た。1784年には戻ってきて、ジェイムズ・・ムーアとジョン・ドネルソン大佐のために5万エーカー (200 km2) ほどの土地の測量を行った。ブーンはセクストンズ・クリーク河口にあった大きな岩を使い、そのイニシャルを彫って、測量の開始点とした。この岩は「ブーンの岩」あるいは「グースの岩」と呼ばれて現在もあり、ブーンビルの南約9マイル (14 km)、州道11号線沿いにある。長い間にクリークの流れが変わり、イニシャルは水中にあって、乾季でも見ることはできない。
ブーンはこの地域に感動し、"平和が森の精に影を投げる所" と呼んだ。自分の土地も所有しており、その一部は1819年までその家族が保持していた。1819年、ダニエル・ブーン・ジュニアがメドウ・クリーク沿いの最後の1,000エーカー (4 km2) をウィリアム・ストロングに移管した。
ダニエル・ブーンが好んだキャンプ地は「オールド・エンキャンプメント」と呼ばれ、ブーンビルの南半マイル (800 m)、州道と川の間、「サグ」と呼ばれる地域の直ぐ下流にある。ダニエル・ブーンはその晩年に、その土地の多くが彼以前に他人が公式に登記していたものであり、自分の登記が無効であることを知った。
ダニエル・ブーンの孫娘、リア・スカル・ニューマンなどブーンの子孫が、ペブワース地域の州道11号線沿いにあるニューマン墓地に埋葬されている。

### ドリー・ボーリング
ドリー・ボーリングは9歳のときに最初のキルトを作った。「ドリー・スター」と呼ばれるその模様は彼女が創出し特許を取ったものである。ドリーが共同制作した「ザ・チェリー・ツリー」は現在ワシントンD.C.の国立古文書館に収められている。1997年には国内を移動した展示会の出品に選ばれた。

### ジェイムズ・クロッター博士
ジェイムズ・クロッターは現在ケンタッキー州歴史官を務め、ジョージタウンにあるジョージタウン・カレッジ歴史学教授である。ケンタッキー・エンサイクロペディアの編集補助を行い、引退するまで長年ケンタッキー州歴史協会の専務理事を務めた。
クロッターはケンタッキー大学から歴史学の博士号を受けた。東ケンタッキー大学とユニオン・カレッジから名誉学位も受けた。多くの著作の著者、共著者、編集者となっており、その中には『ケンタッキー州の新しい歴史』、『不一致の数十年、1865年-1900年』、『パラドックスの肖像、1900年-1950年』『ラスの政治、ケンタッキー州のブレッキンリッジ、われわれのケンタッキー州』、『ブルーグラス州の研究』があり、また歴史ミステリーもある。